# فالتی تاورز
فولتی تَوِز [با لهجه بریتانیایی] یا فالتی تَووِرز [با لهجه آمریکایی] (به انگلیسی: Fawlty towers) نام مجموعه کمدی تلویزیونی انگلیسی است که ساخت آن از سال ۱۹۷۵ میلادی در شبکه تلویزیونی بی‌بی‌سی دو (BBC2) آغاز گردید.

## داستان
این مجموعه کمدی داستان طنزآمیزی دارد و در هتلی در شهر تورکی شهرستان دوون در جنوب غربی انگلستان رخ می‌دهد. چهار شخصیت اصلی این مجموعه شامل زن و شوهر صاحب هتل، سرآشپز و یک خدمتکار هستند. جان کلیز در نقش بزیل فولتی مردی عصبی و اغلب گستاخ است، پرونلا اسکیلز در نقش همسر او، سیبل فولتی زنی است آرمانگرا و ریاست طلب.
اندرو ساچز در نقش مانوئل، خدمتکار اسپانیایی و اهل بارسلونا بازی می‌کند که انگلیسی را بخوبی نمی‌داند و دو تکیه کلام دارد. یکی Que؟ (در اسپانیایی به معنی چی؟) هنگامی که متوجه صحبت کسی نمی‌شود و دیگری Si که در زبان اسپانیایی به معنی بله است. او غالباً با برخورد تند و تحقیرآمیز بزیل فولتی که گاه با کتک زدن همراه است، مواجه می‌شود. همچنین کانی بوث در نقش پالی شرما خدمتکار هتل بازی می‌کند که شخصیتی زیرک و پرجنب و جوش و باادب است.
آرزوی بزیل فولتی آن است که پای آدمهای سرشناس و ثروتمند به هتل آن‌ها باز شود. اما گستاخی و خرابکاری‌های او و خدمتکارانش همه را فراری می‌دهد، و هر بار ماجرایی خنده‌دار پیش می‌آورد.

## بازیگران
- جان کلیز: بزیل فولتی
- پرونلا اسکیلز: سیبل فولتی
- اندرو ساکس: مانوئل
- کانی بوث: پالی شرما

## ویژگی‌های مجموعه
- کارگردان و تهیه‌کننده: جان هوارد دیویس

از سال ۱۹۷۹:
- تهیه‌کننده و نویسنده: داگلاس آرجنت
- کارگردان و نویسنده: باب اسپیرز
- بخش‌های مجموعه: ۱۲
- مدت هر بخش: ۳۰ دقیقه
- کشور: انگلستان
- پخش از: بی بی سی
- زمان پخش : از ۲۵ سپتامبر ۱۹۷۵ تا ۳۱ اکتبر ۱۹۷۹